# Форстер, Эджертон
Эджертон Аттисер Ролланд Форстер (англ. Egerton Attiser Rolland Forster; род. 31 октября 1959, Фритаун) — сьерра-леонский боксёр. Участник летних Олимпийских игр 1984 года.

## Биография
Эджертон Форстер родился 31 октября 1959 года в сьерра-леонском городе Фритаун.
В 1984 году вошёл в состав сборной Сьерра-Леоне на летних Олимпийских играх в Лос-Анджелесе. В весовой категории до 91 кг в 1/8 финала проиграл решением судей Арнольду Вандерлиде из Нидерландов.
Жил в американском городе Бирмингем в штате Алабама.
В 1985 году перешёл в профессионалы, однако провёл только два поединка. Дебютировал 5 марта в Атлантик-Сити в штате Нью-Джерси, победив американца Кевина Денсона. 19 марта там же потерпел поражение от американца Майка Мона.